# Ola de frío

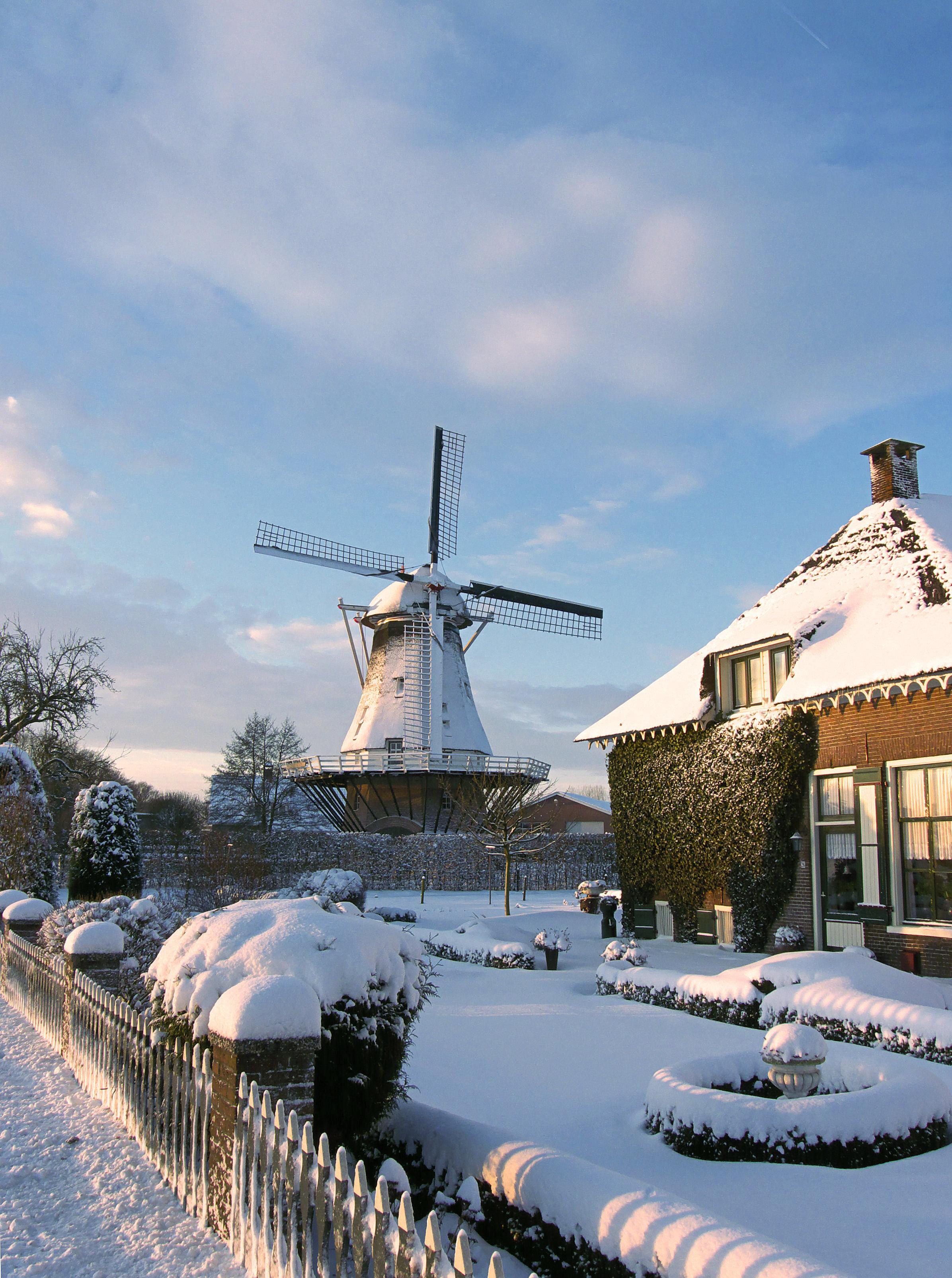
Molino en Países Bajos durante la ola de frío en Europa 2009-10.

Una ola u oleada de frío es un periodo de temperaturas muy bajas asociado con la invasión del territorio por masas de aire polar o continental.

## Características
Las oleadas de invierno tienden a explicarse más que por la simple invasión de aire de zonas normalmente frías, por el anterior enfriamiento de la masa de aire en esos lugares y su movimiento hacia las latitudes más al sur o norte, dependiendo el hemisferio.
Las entradas o advecciones de aire frío se producen casi exclusivamente cuando la trayectoria mediana seguida por los vientos del oeste de latitudes medianas o westerlies, consigue su máximo descenso en latitud, lo cual tiene lugar durante los meses de invierno, y además su índice de circulación zonal es muy bajo o hay una situación de bloqueo de esta circulación.
Debe tenerse en cuenta que no todas las inversiones o advecciones de origen septentrional resultan en congelación y constituyen verdaderas olas de frío. Esta denominación suele reservarse exclusivamente a aquellas que conducen a una disminución excepcional de la temperatura, capaz de dejar una señal importante en el entorno natural y provocar alteraciones en el paisaje humano, razón por la cual llegan a trascender a los medios de comunicación y generar un impacto en la opinión pública.
Con respecto a la península ibérica, la llegada de masas de aire de latitudes altas son posibles durante todo el año. Sin embargo, el mayor número de invasiones de este tipo tiene lugar entre noviembre y abril y, especialmente en los meses de diciembre, enero y febrero, mientras que son muy poco frecuentes durante los meses de verano y excepcionales en el mes de julio.

## Olas de frío históricas

### México
- Chihuahua. En el febrero de 2011, una fuerte ola de frío ártico debido al lento desplazamiento del frente frío n.º 26 originó una gota fría e hizo descender el termómetro a temperaturas récord en el estado de Chihuahua,[2] manteniendo la entidad paralizada de sus actividades y declarando emergencia por las intensas nevadas así como temperaturas por debajo de los -19 °C con sensaciones térmicas de -30 °C en los municipios de Juárez, Ascensión, Guadalupe, Praxedis G. Guerrero, Casas Grandes, Temósachic, Madera, Cuauhtémoc, Balleza, Chihuahua, Guerrero, Bocoyna, Nuevo Casas Grandes e Ignacio Zaragoza, salvo el Municipio de Chínipas con 2 °C el resto de municipios reporto temperaturas bajo cero entre -10° a -19 °C. Sumando al menos 27 decesos ligados a las bajas temperaturas en la entidad, de igual forma en la entidad se presentaron 336 casos de personas que sufrieron algún incidente durante la temporada de frío, pero que no derivó en la muerte.[3]